# Граф Госфорд

Герб графів Госфорд.

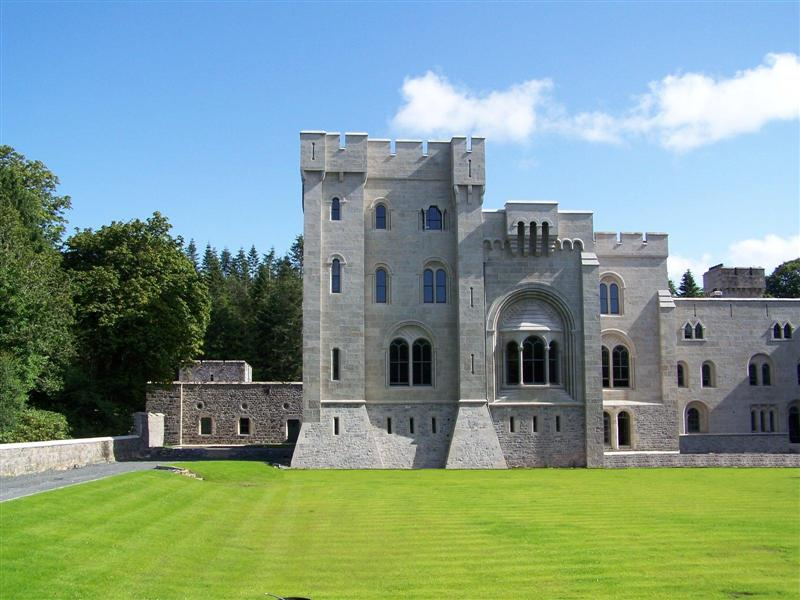
Замок Госфорд, графство Арма.

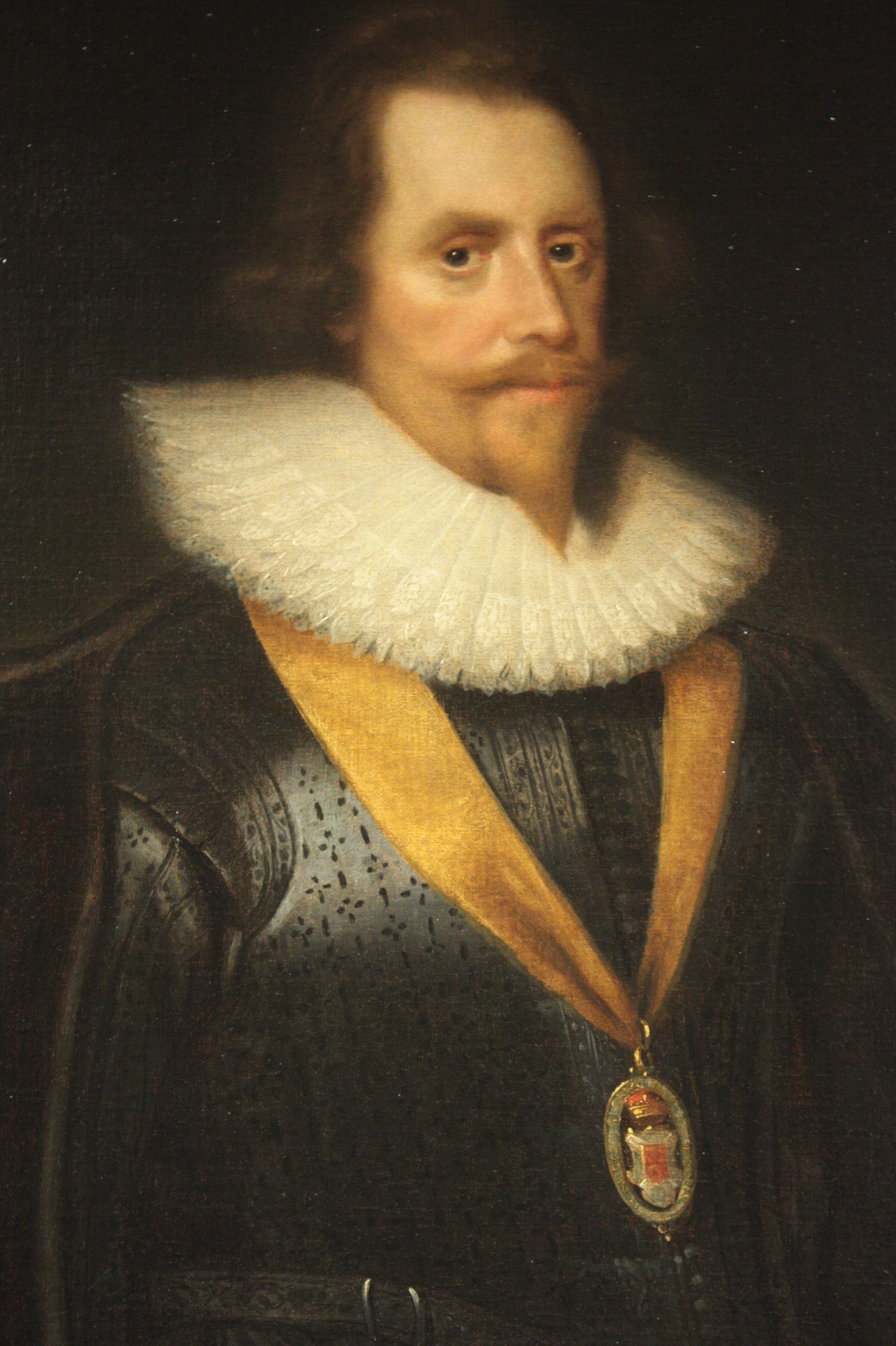
Сер Арчібальд Ачесон – І баронет Ачесон, лорд Гленкайрн.

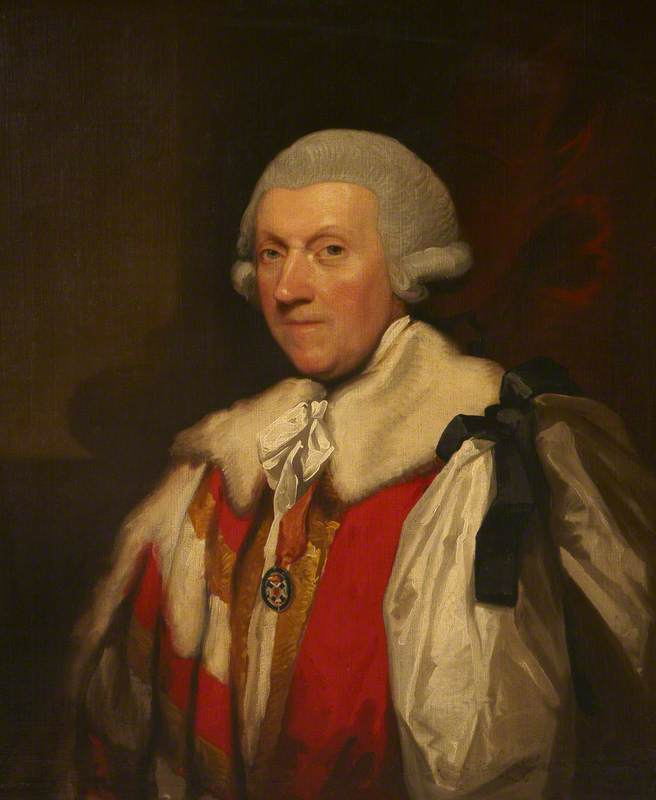
Артур Ачесон – І граф Госфорд.

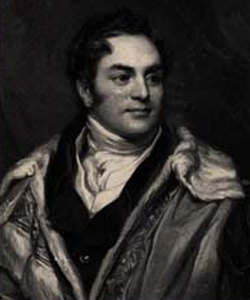
Арчібальд Ачесон – ІІ граф Госфорд.

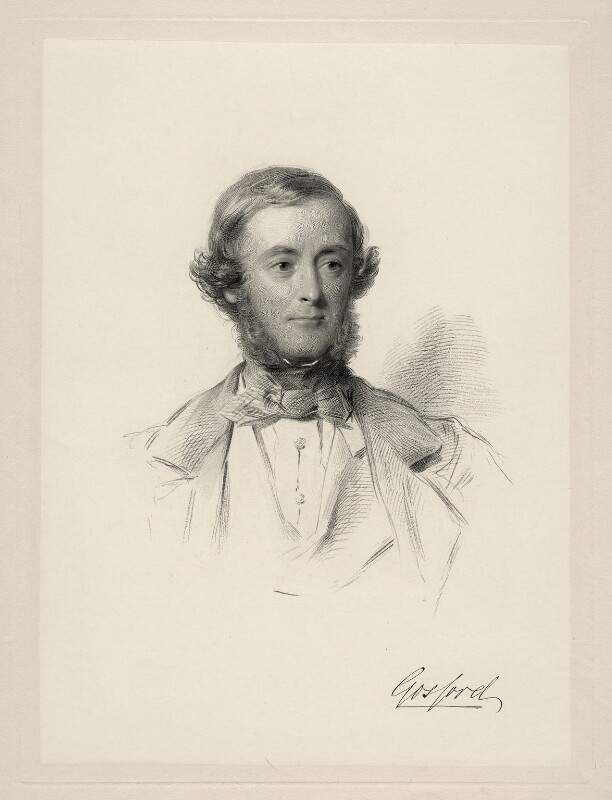
Арчібальд Ачесон – ІІІ граф Госфорд.

Граф Госфорд (англ. - Earl of Gosford) – аристократичний титул в перстві Ірландії.

## Гасло графів Госфорд
Vigilantibus – «Бути пильним» (лат.)

## Історія графів Госфорд
Титул граф Госфорд створений в перстві Ірландії в 1806 році для Артура Ачесона – ІІ віконта Госфорд. 
Родина Ачесон походить від шотландського державного діяча сера Арчібальда Ачесона – І баронета Едінгбурга, що пізніше переселився в Маркет-Хілл, що в графстві Арма, Ірландія. Він був сином капітана Патріка Ачесона та його дружини Марти Драммонд. Він обіймав посади генерального соліситора Шотландії (консультанта уряду Шотландії щодо шотландського права), сенатора юстиції Шотландії з титулом лорд Гленкерн, державного секретаря Шотландії. У 1628 році він отримав титул баронета Ачесон в баронетстві Нової Шотландії з правом успадкування титулу нащадками чоловічої статі. 31 березня 1620 року «Арчібальд Ачесон, шотландець» був посвячений у лицарі королем Англії та Шотландії Яковом I, а в 1621 році він був призначений магістром канцелярії Ірландії. 25 жовтня 1626 року він отримав титул лорда Шотландії як «лорд Ґленкерн». 21 жовтня 1627 року він отримав посаду королівського державного секретаря Шотландії від короля Карлі І. Він помер у Леттеркенні, графство Донегол, на заході Ольстера, Ірландія у вересні 1634 року. Арчібальд Ачесон одружився з Агнес Вернор до 1610 року. У них народився син сер Патрік Ачесон – ІІ баронет Ачесон (бл. 1611 - 1638). Після смерті своєї першої дружини сер Арчібальд Ачесон одружився вдруге в 1622 році з Маргарет – дочкою сера Джона Гамільтона та Йоганни Еверард. У цьому шлюбі вони мали сина Джорджа (1629 – 1685). 
Титул успадкував його син від першого шлюбу сер Патрік Ачесон, що став ІІ баронетом Ачесон. Він одружився, але помер бездітним в молодості. Титул успадкував його зведений брат Джордж Ачесон, що став ІІІ баронетом Ачесон. Саме він оселився назавжди і остаточно в Ірландії (бо його батько і брат бували в Ірландії тільки періодично і більше часу проводили в Шотландії), отримав посаду Верховного шерифа графств Арма та Тірон.  
Його син Ніколас Ачесон успадкував титул і став IV баронетом Ачесон. Він був обраний депутатом Палати громад парламенту Ірландії і представляв графство Арма в парламенті в 1695 – 1699 роках. У 1695 році він отримав посаду Верховного шерифа графства Арма. У 1676 році він одружився з Енн Тейлор. У них були діти: 
- Нікола Енн Ачесон
- Олександр Ачесон (1676 – 1757)
- Сер Артур Ачесон (1688 – 1748 або 1749)

Після його смерті титул успадкував його син сер Артур Ачесон, що став V баронетом Ачесон. Він був обраний депутатом Палати громад парламенту Ірландії від Маллінгару. У 1728 році він отримав посаду Верховного шерифа графства Арма. У 1715 році він одружився з Енн Севідж. У них були діти: 
- Ніколас Ачесон (нар. до 1716 – 1717)
- Філіп Ачесон (нар. до 1718 – 1727)
- Арчібальд Ачесон (1718 – 1790) – І віконт Госфорд
- Нікола Ачесон (1725 – 1761) – одружилась з Робертом Тренчем.
- Енн Ачесон (пом. 1785) – одружилась з Волтером Коупом.
- Артур Ачесон (пом. 1758)

Титул успадкував його син сер Арчібальд Ачесон, що став VI баронетом Ачесон. Він був обраний депутатом Палати громад парламенту Ірландії від Дублінського університету та Енніскіллен. У 1776 році йому було даровано титул барона Госфорд з Маркет-Хілл, що в графстві Арма, а в 1785 році він отримав титул віконта Госфорд з Маркет-Хілл, що в графстві Арма. Обидва титули були в перстві Ірландії. У 1751 році він отримав посаду Верховного шерифа Арма. У 1761 році він отримав посаду Верховного шерифа графства Каван. У 1756 – 1761 році служив на посаді заступника губернатора графства Арма. Склав присягу в Таємній Раді Ірландії. Одружився з Мері Річардсон в 1740 році. 
Титул успадкував його син Артур Ачесон, що став ІІ віконтом Госфорд. У 1783 – 1791 роках він був депутатом парламенту Ірландії і представляв Олд-Лейглін. У 1806 він отримав титул графа Госфорд в перстві Ірландії. Відтоді спадкоємці титулу графа Госфорд використовували титул ввічливості віконт Ачесон. Артур Ачесон служив губернатором графства Арма від час чергового повстання в графстві та сутичок між католиками і протестантами в 1795 році. Він засуджував протестантських екстремістів оранжистів і захищав католиків, яких переслідували і репресували, не дивлячись на те, що сам був протестантом по віросповіданню. У 1774 році він одружився з Міллісент Поул – донькою генерал-лейтенанта Едварда Поула з Редборн-Холлу, що в Дербіширі та Олівії (уродженої Волш) Поул (доньки та спадкоємиці Джона Волша з Баллікілкавана). У цьому шлюбі були діти: 
- Леді Олівія Ачесон (1775 – 1863) - вийшла заміж за бригадного генерала Роберт Бернард Спарроу з Бремптон-Парку в 1797 році.
- Арчібальд Ачесон – ІІ Госфорд (1776 – 1849).
- Едвард Ачесон (пом. 1828) – капітан гвардії Колдстрім та інкасатор у порту Дубліна.
- Леді Мері Ачесон (1787 – 1843) – вийшла заміж за генерал-лейтенанта лорда Вільяма Кавендіша Бентінка у 1803 році.
- Леді Міллісент Ачесон – вийшла заміж за преподобного Дж. Х. Барбера у 1826 році.
- Артур Ачесон – помер молодим.
- Артур Поул Ачесон – помер молодим.

Артур Ачесон – І граф Госфорд помер 14 січня 1807 р. Його вдова, леді Госфорд, дружина, померла 1 листопада 1825 р.  
Титул успадкував його син Арчібальд Ачесон, що став ІІ графом Ачесон. Він був відомим політиком, належав до партії вігів, був обраний до Палати громад парламенту Ірландії в 1798 році, був депутатом Палати лордів парламенту Великої Британії як представник Ірландії в 1811 – 1849 роках. У 1805 році він отримав посаду губернатора графства Арма, у 1831 році отримав посаду лорд-лейтенанта графства Арма. Він служив під командою лорда Мельбурна капітаном йоменів в 1834 – 1835 роках. У 1835 – 1838 роках він був генерал-губернатором Британської Північної Америки, потім губернатором Канади. Йому було доручено заспокоїти конфлікт між реформаторами та консерваторами в Канаді, заспокоїти конфлікт між англомовними та франкомовними колоністами Канади. Він дізнався про заплановане повстання в Канаді і заарештував багатьох змовників, хоча їх лідер – Папіно втік до Сполучених Штатів. У 1837 році він подав у відставку і повернувся на Британські острови. Він одружився з Мері – дочкою Роберта Спарроу з Ворлінгем-Холлу, що в Саффолку. З нею він мав одного сина і чотири дочки. У 1835 році він отримав титул барона Ворлінгем з Бекклас, що в графстві Саффолк в перстві Об’єднаного Королівства Великої Британії та Ірландії, що дало йому та його нащадкам автоматично місце в Палаті лордів парламенту Великої Британії. Він доручив архітектору Томасу Хопперу (1776 – 1856) побудувати новий замок Госфорд у своєму маєтку Госфорд. Замок буде завершено лише після його смерті. Граф помер в 1849 році.  
Титул успадкував його син Арчібальд Ачесон, що став ІІІ графом Госфорд. Він здобув освіту в школі Харроу, потім вступив до Крайст-Черч, Оксфорд у 1825 році, отримав ступінь бакалавра у 1828 році. Він був депутатом парламенту Великої Британії і представляв графство Арма в Палаті громад в 1830 – 1847 роках. Він отримав титул барона Ачесон з Кланкерні, що в графстві Арма в перстві Об’єднаного Королівства. Він продав маєток Ворлінгем-Холл в 1849 році. У 1855 році став кавалером ордену Святого Патріка. У 1864 році отримав посаду лорд-лейтенанта графства Арма. 22 червня 1832 року він одружився з леді Теодозією Брабазон (1808 – 1876) – дочкою  Джона Брабазона – Х графа Міт та його дружини леді Мелозіни Аделаїди Мід (четвертої дочки Джона Міда, І графа Кланвільям). У цьому шлюбі було семеро дітей.  
Титул успадкував його син Арчібальд Ачесон, що став IV графом Госфорд. Він служив лорд-лейтенантом графства Арма, служив лордом опочивальні принца Уельського, віце-камергером її величності королеви Олександри. З 1899 року він був почесним полковником 3-го батальйону королівських ірландських стрільців і віце-адміралом Ольстера. 10 серпня 1876 року він одружився в Лондоні з леді Луїзою Августою Беатріс Монтегю (в 1920 році вона стала дамою-командором Ордена Британської імперії) – донькою Вільяма Монтегю, VII герцога Манчестер. У шлюбі були діти: 
- Арчібальд Чарльз Монтегю Брабазон Ачесон (1877 – 1954)
- Леді Олександра Луїза Елізабет Ачесон (1878 – 21 січня 1958)
- Леді Мері Ачесон
- Леді Теодозія Луїза Августа Ачесон (1882 – 16 жовтня 1977)
- Капітан Патрік Джордж Едвард Кавендіш Ачесон (30 червня 1883 – 30 серпня 1957)

Граф помер у Лондоні в 1922 році у віці 80 років і був кремований у крематорії Голдерс-Грін.
Титул успадкував його син Арчібальд Чарльз Монтагу Брабазон Ачесон, що став V графом Госфорд. Він служив полковником гвардійського полку Колдстрім, брав участь у Другій англо-бурській війні, в Першій світовій війні. У 1901 році він почав службу в гвардії Колдстрім, отримав звання лейтенанта. Служив військовим губернатором Кімберлі (Південна Африка) в 1900 – 1901 роках. Під час Першої світової війни служив підполковником гвардії Колдстрім. У 1915 році був нагороджений орденами Святого Джона та Військовим Хрестом. Після Першої світової війни прожив 25 років в Америці, торгував вином на Манхетені. Під час Другої світової війни ночами патрулював Нью-Йорк. 21 червня 1910 року він одружився з Мілдред Керолайн Картер (1888 – 1965) у церкві Святого Георгія на Ганноверській площі. Мілдред, як її називали, була єдиною донькою американського дипломата Джона Ріджлі Картера (нащадка Генрі Лі III, 9-го губернатора Вірджинії) та Еліс (уроджена Морган) Картер (сестра Вільяма Феллоуза Моргана). У цьому шлюбі було 5 дітей.
Титул успадкував його син Арчібальд Александер Джон Стенлі Ачесон, що став VI графом Госфорд. Він став відомим політиком, належав до партії консерваторів, був депутатом Палати лордів, отримав посаду в уряді, служив під керівництвом Гарольда МакМіллана в 1958 – 1959 роках.   
Насьогодні титулом володіє його єдиний син Чарльз Девід Александер Джон Спарроу Ачесон, що став VII графом Госфорд, успадкувавши титул в 1966 році. 
Родинним гніздом графів Госфорд був замок Госфорд, що поблизу Маркет-Хілл, графство Арма.

## Баронети Ачесон з Гленкайрні (1628)
- Сер Арчібальд Ачесон (помер 1634) – І баронет Ачесон
- Сер Патрік Ачесон (бл. 1611 – 1638) – ІІ баронет Ачесон
- Сер Джордж Ачесон (1629 – 1685) – ІІІ баронет Ачесон
- Сер Ніколас Ачесон (бл. 1656 – 1701) – IV баронет Ачесон
- Сер Артур Ачесон (1688 – 1749) – V баронет Ачесон
- Сер Арчібальд Ачесон (1718 – 1790) – VI баронет Ачесон (отримав титул віконта Госфорд в 1785 році.)

## Віконти Госфорд (1785)
- Арчібальд Ачесон (1718 – 1790) – І віконт Госфорд
- Артур Ачесон (бл. 1745 – 1807) – ІІ віконт Госфорд (отримав титул граф Госфорд у 1806 р.)

## Графи Госфорд (1806)
- Артур Ачесон (бл. 1745 – 1807) – І граф Госфорд
- Арчібальд Ачесон (1776 – 1849) – ІІ граф Госфорд
- Арчібальд Ачесон (1806 – 1864) – ІІІ граф Госфорд
- Арчібальд Ачесон (1841 – 1922) – IV граф Госфорд
- Арчібальд Чарльз Монтегю Брабазон Ачесон (1877 – 1954) – V граф Госфорд
- Арчібальд Олександр Джон Стенлі Ачесон (1911 – 1966) – VI граф Госфорд
- Чарльз Девід Олександр Джон Спарроу Ачесон (нар. 1942) – VII граф Госфорд.

Імовірним спадкоємцем титулу є двоюрідний брат нинішнього власника титулу Ніколас Гоуп Картер Ачесон (1947 р. н.). Імовірним спадкоємцем спадкоємця титулу є його син Ерік Джеймс Патрік Ачесон (1988 р. н.).